# Tin Men
Tin Men (Hombres de hojalata en Hispanoamérica; Dos sinvergüenzas en Cadillac en Argentina; Dos estafadores y una mujer en España) es una comedia estadounidense de 1987 escrita y dirigida por Barry Levinson y protagonizada por Richard Dreyfuss, Danny DeVito y Barbara Hershey.
Es la segunda de la tetralogía de Levinson ambientada en su ciudad natal de Baltimore, Maryland durante las décadas de 1940 a 1960: Diner (1982), Tin Men (1987), Avalon (1990) y Liberty Heights (1999).

## Sinopsis
Ernest Tilley y Bill "BB" Babowsky son vendedores rivales "puerta a puerta" de revestimientos de aluminio en Baltimore en 1963, una era en la que los "hombres de hojalata" (como se les llama), harán casi cualquier cosa, legal o ilegal, para cerrar una venta. BB es un estafador encantador y simpático que estafa a mujeres ingenuas y atractivas con sus argumentos de venta, mientras que Tilley es un desgraciado perdedor.
Se conocen cuando BB, conduciendo su nuevo Cadillac se le cruza al Cadillac de Tilley. Aunque Tilley tenía el derecho de paso, cada uno culpa al otro, y estalla una enemistad entre ellos que va creciendo con el tiempo.
Después de que BB rompe los faros de Tilley, y éste destroza las ventanillas del coche del otro en respuesta, BB se propone en venganza, seducir a la sufrida esposa de Tilley, Nora. Inmediatamente después de tener sexo con Nora, llama a Tilley para burlarse de él con la noticia. Tilley le dice a BB que se quede con Nora.
Mientras tanto, ambos hombres tienen sus propios problemas personales. El socio mayor y mentor de BB, Moe Adamson, está hospitalizado con una afección cardíaca grave. Tilley tiene deudas de juego y malgasta el poco dinero que gana apostando en carreras de caballos, lo que provoca una ruptura con Nora. Está endeudado incluso con el Servicio de Impuestos, que comienza a confiscar sus posesiones. Agotados por su rivalidad, los dos hombres deciden jugar una partida de billar para decidir quién se quedará con Nora para poner fin a su guerra personal. BB pierde, pero no cumple la apuesta. Se enamora por primera vez y Nora se muda con él.
La recién formada Comisión de Mejoras para el Hogar de Maryland está investigando prácticas de ventas corruptas en el rubro. Ambos hombres son citados, y después de dar testimonio sobre sus prácticas de venta, la comisión les quita las licencias a los dos. Mientras Tilley renuncia a su licencia de mala gana, BB lo acepta como parte de su nueva perspectiva de la vida. Al ver que Tilley lo ha perdido todo, incluido su coche, se apiada de él y lo lleva. Juntos, los dos hombres recién desempleados comienzan a compartir ideas para un nuevo negocio que pueden crear por sí mismos.

## Reparto
| Actor             | Personaje          |
| ----------------- | ------------------ |
| Richard Dreyfuss  | Bill "BB" Babowsky |
| Danny DeVito      | Ernest Tilley      |
| Barbara Hershey   | Nora Tilley        |
| John Mahoney      | Moe Adams          |
| Jackie Gayle      | Sam                |
| Seymour Cassel    | Cheese             |
| Bruno Kirby       | Mouse              |
| Michael Tucker    | Bagel              |
| J. T. Walsh       | Wing               |
| Deirdre O'Connell | Nellie             |

## Recepción
Tin Men recibió críticas positivas. La película tiene una calificación del 77% en Rotten Tomatoes basada en 22 críticas.

## Música
El grupo Fine Young Cannibals aparece como la banda estable en un bar nocturno, y también contribuyó con canciones a la banda sonora de la película.